# أمبير فيريرا
أمبير فيريرا (بالإنجليزية: Amber Ferreira)‏ هي تريثلت أمريكية، ولدت في 1982.

## وصلات خارجية
- الموقع الرسمي
- أمبير فيريرا على موقع الاتحاد الألماني للألترا ماراثون (الإنجليزية)
- أمبير فيريرا على موقع اتحاد الترياتلون الدولي (الإنجليزية)
- أمبير فيريرا على موقع الرابطة الدولية لركض المسار (الإنجليزية)